# 3226 Пліній
3226 Пліній (3226 Plinius) — астероїд головного поясу, відкритий 24 вересня 1960 року.
Тіссеранів параметр щодо Юпітера — 3,291.